# Ananké (mythologie)
Pour les articles homonymes, voir Ananké.
L'ananké (en grec ancien : Ἀνάγκη / Anágkē) est un concept de philosophie métaphysique qui désigne ce qui est nécessité, ce qui doit arriver, ce qui ne peut pas ne pas advenir. Le terme a ainsi pris le sens de destin chez les Grecs. Par extension, l'Ananké est une allégorie, une représentation physique du destin et de de l'Inévitable  dans la mythologie grecque.

## Concept

### Grèce antique
L'ananké désigne chez les Grecs ce « qui ne peut être autrement »[réf. nécessaire]. Cela peut être dû à une contrainte, ou encore à la nature même de la chose (nécessité ontologique). Il peut s'agir de la nécessité de l'inaltérable, c'est-à-dire la fatalité. Le terme s’oppose au concept de skholè, qui est la liberté dans l'utilisation du temps.
Elle marque le début du cosmos, avec Chronos. Dès l'époque d'Homère, l'Ananké est représentée comme la mère du destin. D'après Platon, elle est la mère des Moires. Elle n'était que rarement vénérée jusqu'à la création de l'orphisme.[réf. nécessaire]
Le concept est repris et étendu par Aristote, notamment dans la Métaphysique, où il distingue trois types de nécessité.[réf. nécessaire],[Où ?]

### Rome antique
Les penseurs de la Rome antique reprennent le concept. Il est alors appelé necessitas, ou encore fatum (destin). Le personnage est ainsi importé dans la mythologie romaine.

## Postérité

### Littérature
Victor Hugo écrit dans la préface de Notre-Dame de Paris qu'un graffiti « ἈΝΆΓΚΗ » autrefois gravé sur une des pierres de la cathédrale est à l'origine de ce roman. Dans Les Travailleurs de la mer, l'auteur précise qu'il aborde ce thème de la fatalité accablant l'être humain dans trois de ses romans. Il écrit : « L'homme a affaire à l'obstacle sous la forme superstition, sous la forme préjugé, et sous la forme élément. Un triple ananké pèse sur nous, l'ananké des dogmes, l'ananké des lois, l'ananké des choses ».